# Argueil
Argueil là một xã thuộc tỉnh Seine-Maritime trong vùng Normandie miền bắc nước Pháp.

## Huy hiệu
| Arms of Argueil | The arms of Argueil are blazoned: Azure, a cross couped argent between, in chief 3 fleurs de lys and in base a mont of 3 peaks Or. |

## Dân số
| Năm | 1962 | 1968 | 1975 | 1982 | 1990 | 1999 | 2006 |
| --- | ---- | ---- | ---- | ---- | ---- | ---- | ---- |
| Dân số | 366  | 389  | 374  | 395  | 379  | 366  | 350  |
| From the year 1962 on: No double counting—residents of multiple communes (e.g. students and military personnel) are counted only once. |      |      |      |      |      |      |      |